# ارگاسم

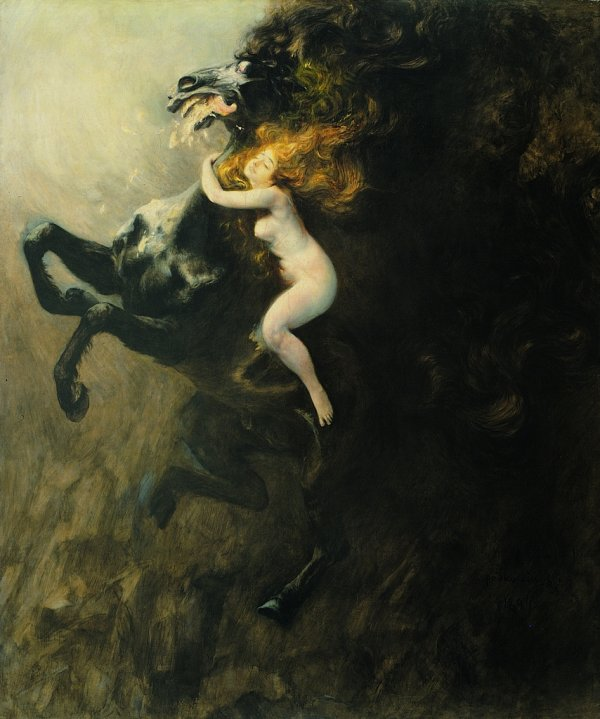
دیوانگی (۱۸۹۴) اثر ولادیسلاو پودکووینسکی

اُرگاسم (به یونانی: ὀργασμός، orgasmos؛ به معنی «هیجان، تورم»؛ همچنین اوج لذت جنسی)  یا اوج‌کامش یا رَبوخه (همچنین یوخه)، تخلیه ناگهانی هیجان جنسی انباشته شده در طول چرخه واکنش جنسی است که منجر به انقباضات ماهیچه‌ای ریتمیک در ناحیه لگن می‌شود که با لذت جنسی مشخص می‌شود. ارگاسم که توسط مردان و زنان تجربه می‌شود، توسط سیستم عصبی غیرارادی یا خودمختار کنترل می‌شود که معمولاً با اعمال غیرارادی از جمله اسپاسم عضلانی در چندین نواحی بدن، احساس سرخوشی عمومی و اغلب حرکات و صداهای بدن همراه هستند. دوره پس از ارگاسم (معروف به دوره رفرکتوری) معمولاً یک تجربه آرامش بخش است که به ترشح هورمون‌های عصبی اکسی توسین و پرولاکتین و همچنین اندورفین‌ها (یا " مورفین درون زا") نسبت داده می‌شود.
ارگاسم معمولاً از تحریک فیزیکی جنسی آلت تناسلی مرد (معمولاً همراه با انزال) و کلیتوریس در زنان ناشی می‌شود. تحریک جنسی می‌تواند از طریق خودارضایی و یا با شریک جنسی (شامل دخول جنسی، آمیزش جنسی بدون دخول یا سایر فعالیت‌های جنسی) باشد.
اثرات سلامتی پیرامون ارگاسم انسان گوناگون است. پاسخ‌های فیزیولوژیکی زیادی در طول فعالیت جنسی وجود دارد، از جمله حالت آرامش ایجاد شده توسط پرولاکتین، و همچنین تغییرات در سیستم عصبی مرکزی مانند کاهش موقتی در فعالیت متابولیک قسمت‌های بزرگی از قشر مغز در حالی‌که هیچ تغییری یا افزایش متابولیک چون فعالیت در نواحی لیمبیک (یعنی "مرز") مغز وجود ندارد. همچنین طیف وسیعی از اختلالات جنسی مانند آنورگاسمی وجود دارد. این تأثیرات بر دیدگاه‌های فرهنگی ارگاسم مانند باورهایی که ارگاسم و فراوانی یا تداوم آن برای رضایت در یک رابطه جنسی مهم یا نامربوط است، و نظریه‌هایی دربارهٔ عملکردهای بیولوژیکی و تکاملی ارگاسم تأثیر می‌گذارد.

## تعاریف
در یک زمینه بالینی، ارگاسم معمولاً دقیقاً با انقباضات عضلانی درگیر در طول فعالیت جنسی، همراه با الگوهای مشخص تغییر در ضربان قلب، فشار خون، و اغلب تعداد و عمق تنفس تعریف می‌شود. این حالت به عنوان تخلیه ناگهانی تنش جنسی انباشته شده در طول چرخه واکنش جنسی در انسان طبقه‌بندی می‌شود که منجر به انقباضات ماهیچه ای ریتمیک در ناحیه لگن می‌شود. با این حال، تعاریف ارگاسم متفاوت است و این باور وجود دارد که اجماع در مورد نحوه طبقه‌بندی آن وجود ندارد. حداقل بیست و شش تعریف از ارگاسم در مجله بررسی روانشناسی بالینی فهرست شده‌است.
بحث‌هایی وجود دارد که آیا انواع خاصی از احساسات جنسی باید به‌طور دقیق به عنوان ارگاسم طبقه‌بندی شوند، از جمله ارگاسم‌های زنانه ناشی از تحریک نقطه جی به تنهایی، و نمایش ارگاسم طولانی یا مداوم که چندین دقیقه یا حتی یک ساعت طول می‌کشد. این پرسش پیرامون تعریف بالینی ارگاسم متمرکز است، اما این شیوه مشاهده ارگاسم صرفاً فیزیولوژیکی است، در حالی که تعاریف روانشناختی، غدد درون ریز و عصبی نیز از ارگاسم وجود دارد. در این موارد و موارد مشابه، احساسات تجربه شده ذهنی هستند و لزوماً شامل انقباضات غیرارادی مشخصه ارگاسم نیستند. با این حال، احساسات در هر دو جنس بسیار لذت بخش است و اغلب در سراسر بدن احساس می‌شود، و باعث ایجاد حالت روانی می‌شود که اغلب به عنوان ماورایی توصیف می‌شود، و با گرفتگی عروق و لذت همراه با ارگاسم کامل انقباضی قابل مقایسه است. به عنوان مثال، یافته‌های جدید از تمایز بین انزال و ارگاسم مردان حمایت می‌کند. به همین دلیل، دیدگاه‌هایی از هر دو طرف وجود دارد که آیا می‌توان آنها را دقیقاً به عنوان ارگاسم تعریف کرد.

## رسیدن به ارگاسم

سیستم لیمبیک - مرکز کنترل ارگاسم

ارگاسم را می‌توان در طول فعالیت‌های مختلفی از جمله آمیزش جنسی واژینال، مقعدی یا دهانی، آمیزش جنسی بدون دخول یا خودارضایی به دست آورد. همچنین ممکن است با استفاده از یک اسباب بازی جنسی، مانند یک لرزاننده حسی یا یک تحریک الکتریکی به دست آیند. رسیدن به ارگاسم با تحریک نوک پستان‌ها یا سایر مناطق اروژنی نادرتر است. ارگاسم‌های پی‌درپی نیز امکان‌پذیر است، به ویژه در زنان، اما آنها نیز نارایج هستند. ارگاسم‌های چندگانه ارگاسم‌هایی هستند که در مدت کوتاهی از یکدیگر رخ می‌دهند.
افزون بر تحریک فیزیکی، ارگاسم را می‌توان تنها از طریق برانگیختگی روانشناختی، مانند هنگام خواب دیدن (تصویر شبانه برای مردان یا زنان) یا با ارگاسم اجباری به دست آورد. ارگاسم تنها با تحریک روانی نخستین بار در میان افرادی که آسیب نخاعی داشتند گزارش شد. اگرچه عملکرد جنسی و تمایلات جنسی پس از آسیب نخاعی اغلب تحت تأثیر قرار می‌گیرد، اما این آسیب، احساسات جنسی مانند برانگیختگی جنسی و تمایلات وابسته به عشق شهوانی را از بین نمی‌برد.
همچنین ممکن است یک فرد ارگاسم غیرارادی را تجربه کند، مانند زمانی که فرد مورد تجاوز یا تعرض جنسی قرار می‌گیرد.
نشریات علمی به‌طور قابل توجهی بیشتر از روانشناسی ارگاسم مردانه بر روانشناسی ارگاسم زنان تمرکز دارد، که «به نظر می‌رسد این فرض را بازتاب می‌دهد که ارگاسم زنانه از نظر روانی پیچیده‌تر از ارگاسم مردانه است»، اما «شواهد تجربی محدود موجود نشان می‌دهد که ارگاسم مردان و زنان ممکن است شباهت‌های بیشتری نسبت به تفاوت‌هایشان داشته باشد. در یک مطالعه کنترل‌شده توسط ونس و واگنر (۱۹۷۶)، ارزیاب‌های مستقل نمی‌توانستند بین توصیفات ثبت تجربه‌های ارگاسم مردانه و زنانه تفاوتی قائل شوند.

## ارگاسم در مردان
تحریکات جنسی و اروتیکی سبب‌ساز تغییرات گسترده‌ای در بدن می‌شود. زمانی که زن و مرد در اثر کنش جنسی تحریک می‌شوند، تپش قلب دو جنس سریعتر می‌شود و فشار خون در بدن افزایش می‌یابد. این افزایش در اندام تناسلی مردان موجب بزرگتر شدن آلت مردانه و سفت شدن بدنه آن می‌شود که نعوظ (شق کردن) نامیده می‌شود. همچنین افزایش ترشح تستسترون (هورمون جنسی مردانه)، اندورفین (ترشحات عصبی ضد درد) که کارکردی مشابه تریاک دارند، اکسی توسین و وازوپرسین (هورمونهایی که علاقه به روابط اجتماعی را افزایش داده و به ایجاد اعتماد میان افراد کمک می‌کند) در خون موجب بالا رفتن احساس خوشی و ایجاد تنش‌های مثبت عصبی می‌شود. رفته رفته این تغییرات در جریان مداوم سکس و عمل جنسی اوج لذت و برانگیختگی را موجب می‌شود به ناگاه این تحریکات و تنش‌ها فروکش می‌کند.
این حالت را اصطلاحاً ارگاسم یا اوج لذت جنسی می‌نامند که معمولاً چند ثانیه دوام دارد.
در هنگام ارگاسم مرد، انزال (خروج منی) صورت می‌گیرد.
زمان نهفتگی ارگاسم در مردان معمولاً بسیار کوتاهتر از زنان است. برخی تحقیقات نشان می‌دهد ۷۵ درصد مردان در کمتر از دو دقیقه از آغاز سکس به ارگاسم می‌رسند.
برای رسیدن مردان به ارگاسم تحریکاتی که بر روی آلت مرد همانند عمل دخول در واژن یا مقعد یا تحریکاتی که به وسیله شریک جنسی روی آن انجام می‌گیرد (نوازش و مکیدن)، نقش به سزایی دارد.
ارگاسم مردانه همراه دفع مایع منی از اعضای تناسلی فرعی (پروستات، کیسه‌های منی، مجرای انزال و غیره) به داخل پیشابراه پروستات، و پیشروی زیر فشار این مایع در سرتاسر پیشابراه آلت مردانه به طرف میتوس پیشابراهی بیانگر فیزیولوژیکی تجربه ارگاسمی مرد است. عمل انزال معمولاً شامل فعالیت بالاترین سطوح قشر خاکستری مغز می‌شود، ولی در عین حال ممکن است کاملاً انعکاسی نیز باشد.
فرایند انزال را می‌توان از نظر فیزیولوژی به دو وهله مجزا تقسیم نمود.
وهله اول شامل دفع ساب ستریت مایع منی از اعضای تناسلی فرعی به داخل پیشابراه پروستات است. وهله دوم شامل پیشروی محتوی مایع منی از قسمت پروستاتی پیشابراه به میتوس پیشابراهی است، این پیشروی از طریق هر دو قسمت غشائی و آلتی پیشابراه صورت می‌گیرد.

### مرحله اول فرایند انزال
مرحله اول فرایند انزالی به واسطه انقباضات اعضای تناسلی فرعی صورت گرفته و توسط مجرای وابران بیضه‌ها آغاز می‌گردد. این انقباضات ثانویه در طی اپیدم‌ها (Epidimys) به طرف مجرای دفران ادامه پیدا می‌کنند؛ که در نهایت انقباضات مجرای دفران به موازات انقباضات کیسه‌های منی صورت می‌گیرند. انقباضات رجعتی و منظم پروستات افراد مورد مطالعه، از طریق راست روده لمس شده‌است.
حدوداً شش عملکرد مایع منی مشخص شده‌است. اول اینکه، محتوی مایع منی از طریق دفع شدن مایع پروستاتی به داخل پیشابراه پروستاتی به وجود می‌آید. سپس محتویات قسمت خروجی مجرای دفران به داخل پیشابراه پروستاتی تخلیه می‌شود، که اینکار همراه با دفع هم‌زمان محتوای کیسه منی صورت می‌گیرد. در طی دوره انزال مایع پروستاتیک به‌طور مکرر و به واسطه انقباضات رجعتی و منظم به داخل محتویات مایع منی توزیع می‌گردد. این انقباضات دفعی پروستات از طریق راست روده قابل لمس می‌باشد.
به محض جمع شدن مایع منی در پیشابراه پروستاتی، به‌طور هم‌زمان و غیرارادی اندازه پیاز پیشابراهی به دو الا سه برابر انبساط پیدا می‌کند. این انبساط در آستانه وقوع انقباضات دفعی پیشابراه که ویژه مرحله دوم است ظاهر می‌شود.
در شروع تجربه انزالی اسفنکتر داخلی مثانه به‌طور نرمال بسته شده و به صورت آب‌بند و بدون درز باقی می‌ماند. بدین وسیله از برگشت مایع منی به داخل مثانه جلوگیری می‌گردد. وظیفه این انقباضات ویژه اسفنکتر داخلی نیز ادرار در داخل مثانه و جلوگیری از اختلاط ادرار و مایع منی است.

### مرحله دوم فرایند انزال
مرحله دوم فرایند انزال با استراحت اسفنکتر خارجی مثانه که طی آن مایع منی می‌تواند به داخل پیاز متسع و پیشابراه آلت مردانه جریان یابد، آغاز می‌شود. پلاسمای منی در طول پیشابراه آلت مردانه به واسطه عضلات میاندوراهی، عضلات پیازی-اسفنجی، غاری-ورکی و اسفنکتر پیشابراهی به جلو رانده می‌شود. پیاز پیشابراهی نیز به‌طور منظم منقبض شده و به سازوکار راننده مایع منی کمک می‌نماید. دو یا سه انقباض اولیه انزال تحت چنان فشاری صورت می‌گیرد که اگر آلت مردانه در داخل مهبل نبوده و آزاد باشد، قسمت‌های اولیه مایع منی ممکن است دوازده تا بیست و چهار اینچ به دور از میتوس پیشابراهی پرت شوند.
خیلی از مردان زیر سی سال و تعداد نسبتاً کمی از مردان بالای سی سال قادرند به‌طور مکرر انزال کنند. در این افراد دوره‌های ناگدازی در طی مرحله فرونشینی خیلی کوتاه است.
از دیدگاه بالینی تاکنون اطلاعاتی که نشان دهد انزال مکرر موجب ایجاد ناراحتی ماندگار (ناراحتی که در یک شخص سالم ممکن است به وجود آید) در یک شخص شده، به دست نیامده‌است. مشاهده نشده‌است که عمل به عنوان قسمت آشکاری از تقلای فیزیکی کل مربوط به تجربه ارگاسمی، باعث تولید ناراحتی فیزیکی ماندگار بشود.
در بسیاری از مردان تحریک حشفه (سر آلت) پس از خروج مایع منی تا حد زیادی رنج‌آور است. به عنوان مثال اگر فرد در حال آمیزش با شریک جنسی ارضا شود دیگر قادر به ادامه رابطه حتی به منظور ارضای شریک خود نخواهد بود؛ این مسئله معمولاً باعث نارضایتی شریک جنسی می‌شود.
بر اساس یک عقیده شایع شده، بسیاری از مردم فکر می‌کنند که وقوع انزال چه از طریق جماع و چه از طریق استمنا برای شرایط فیزیکی مردان ورزشکار مضر است؛ ولی تاکنون هیچ قرینه‌ای فیزیولوژیکی حامی برای این عقیده، کشف نشده‌است.
از دیدگاه فیزیولوژیکی تجربه ارگاسمی مرد، از طریق فرایندهای احتقان عروقی و میوتونی کل بدن را در بر می‌گیرد. موضوعی که باید به آن توجه کنیم این است که تجربه ارگاسمی هم در مرد و همر در زن دارای اهمیت متغیر است.

### روان‌شناسی
یک احساس اجتناب ناپذیری انزالی به‌طور لحظه‌ای و بلافاصله قبل از اولین مرحله فرایند انزالی ظاهر شده و سپس از نظر زمانی با آن (مرحله اول فرایند انزالی) انطباق پیدا می‌کند. این احساس از انقباضات اعضای تناسلی فرعی ناشی می‌شود. این تجربه ذهنی به واسطه خیلی از مردان و به نام «احساس آمدن منی» توصیف شده‌است. این احساس ویژه که طی آن مرد دیگر نمی‌تواند جلوی آمدن منی خود را گرفته یا آن را به تأخیر اندازد دو تا سه ثانیه طول می‌کشد.
این تجربه ذهنی مربوط به اجتناب‌ناپذیری انزال به محض جمع شدن پلاسمای منی در پیشابراه پروستات ولی قبل از آغاز خروج واقعی انزال به وجود می‌آید.
در طی مرحله دوم فرایند انزالی (دفع یا رانش مایع منی از پیشابراه پروستات به طرف میتوس پیشابراهی) مرد به‌طور ذهنی از دو مرحله عبور می‌کند: ۱-به واسطه وقوع انقباضات رجعتی اسفنکتر پیشابراهی یک احساس انقباضی تحریک می‌شود. ۲-به محض اینکه مایع منی به‌طور زیر فشار در طول پیشابراه (آلت مردانه) تطویل و متسع شده به جلو رانده می‌شود، یک ادراک یا احساس ویژه از حجم مایع منی در شخص ایجاد می‌گردد.

## ارگاسم در زنان

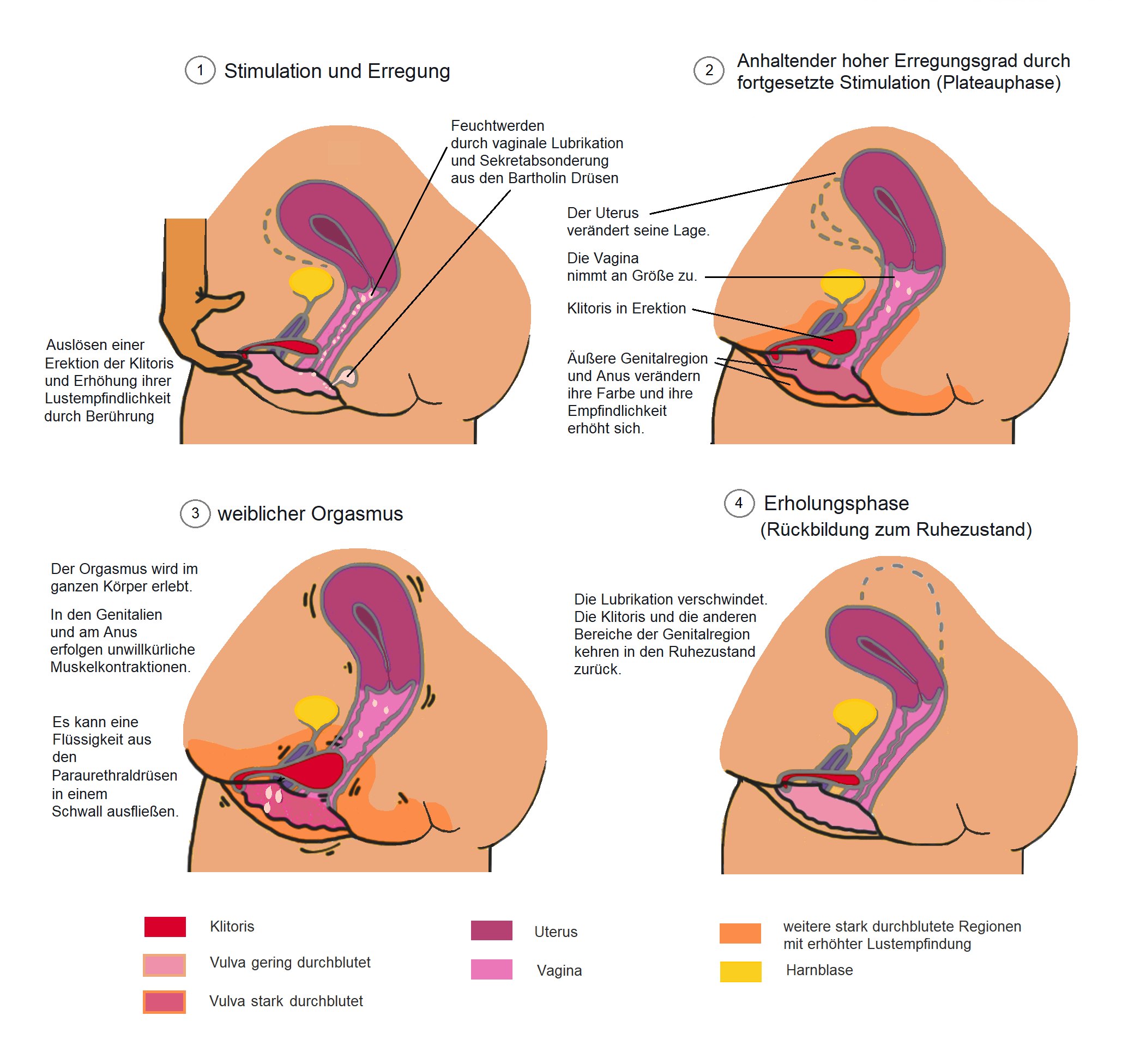
نمایش شماتیک مراحل تحریک قبل، حین و بعد از ارگاسم زن و اندام‌های مربوط به آن

ارگاسم زنان یا تجربه اوج لذت جنسی زنان را می‌توان واکنشی دانست که کل بدن از خود نشان می‌دهد و شدت عکس‌العمل و ترتیب زمانی آن متغیر است.
موقع ارگاسم، ظاهر چین و شکنج دار صورت زن به‌طور گرافیکی افزایش تنش میوتونیک را در سراسر بدن او نشان می‌دهد عضلات گردن و ماهیچه‌های طویل بازوها و پاها معمولاً در اسپاسم غیرارادی شرکت می‌کنند. دست‌ها و پاهای زن در طی آمیزش به حالت پشت خوابیده، ممکن است شریک جنسی خود را به‌طور محکم بگیرد. اندام‌های انتهائی در شرایطی که شخص در زیر خوابیده شریک جنسی خود را با دست نگرفته اسپاسم کارپوپیدال از خود نشان می‌دهند، این اسپاسم حتی بر حسب عادت شخصی در موقع خود تحریکی نیز ظاهر می‌شود. عضلات مخطط شکم و سرین به‌طور ارادی در تلاش عمدی زن جهت بالا بردن تنش‌های جنسی خود، مخصوصاً در موقعی که از اوج مرحله پلاتو بریده و به مرحله ارگاسم پا بگذارد مکرراً به‌طور ارادی منقبض می‌شوند.
شروع فیزیولوژیکی ارگاسم بواسطه انقباضات اعضای هدف علامت داده می‌شود. اعضای هدف این کار را با ایجاد سکوی ارگاسمی در ثلث خارجی مهبل آغاز می‌کنند.
ارگاسم زنانه چه بواسطه یک رابطه بین شخصی و چه به وسیلهٔ هر ترکیبی از فعالیت‌های تحریکی، نعوظی/تخیلی کسب گردد، نمود درهم و برهمی از شرایط روانی فیزیولوژیکی و اثر اجتماعی جامعه، خواهد بود.
ارگاسم در زنان از فرایند پیچیده تری نسبت به مردان پیروی می‌کند، به همین دلیل زمان بیشتری می‌برد تا یک زن به اوج لذت جنسی و ارگاسم برسد (به‌طور میانگین ۱۰ تا ۲۰ دقیقه). ارگاسم در زنان طی یک روند اوج‌گیری و یک روند تخلیه دارد، به‌طوری‌که زمان خاصی برای به‌وجودآمدن آن نمی‌توان مشخص کرد و ممکن است زمان آن تا یک دقیقه طول بکشد. درحالی که نشانه ارگاسم مردان انزال و خروج منی است.
در بیشتر زنان حساس‌ترین عضو به تحریک جنسی کلیتوریس است که لمس آن بسیار برای زنان لذت بخش بوده و بیشترین نقش را در فراهم آوردن لذت جنسی برای زنان دارد. تحریک برخی از نقاط بدن همچون واژن، کلیتوریس، نوک پستانها یا مقعد زن می‌تواند به ارگاسم منتهی شود. بسیاری از زنان به ویژه زنان طبقات پایین در کشورهای جهان سوم تاکنون تجربه رسیدن به ارگاسم را نداشته‌اند و بسیاری از ناراحتی‌های روحی نیز می‌تواند توان ارگاسم را از زنان سلب کند.
ارگاسم در زنان طی یک روند اوج‌گیری و یک روند تخلیه صورت می‌گیرد، به شکلی که مدت زمان خاصی را نمی‌توان برای رسیدن به آن مشخص کرد. مدت زمان رسیدن زنان به ارگاسم از ده تا بیست دقیقه بین اشخاص مختلف متغیر است. عموماً این عمل با جمع‌شدگی عضلات همراه است.
لوله واژن به‌طور ریتمیک شروع به منقبض شدن می‌کند. همچنین انقباض غیرارادی اسفنکتر مقعد نیز در این مرحله پیش آمده و تعداد نبض و میزان فشار خون بالا می‌رود. افزایش انقباض عضلات و پر شدن سیاهرگ مهبل از خون موجب رسیدن به اوج لذت جنسی می‌شود. همچنین باید در نظر گرفت ارگاسم نمی‌تواند به زور صورت پذیرد، این بازتاب‌ها به‌طور طبیعی اتفاق می‌افتند.
در هنگام خواب دیدن زن‌ها نیز دچار اوج لذت جنسی و ارگاسم می‌شوند.

### مرحله اول فرایند ارگاسم

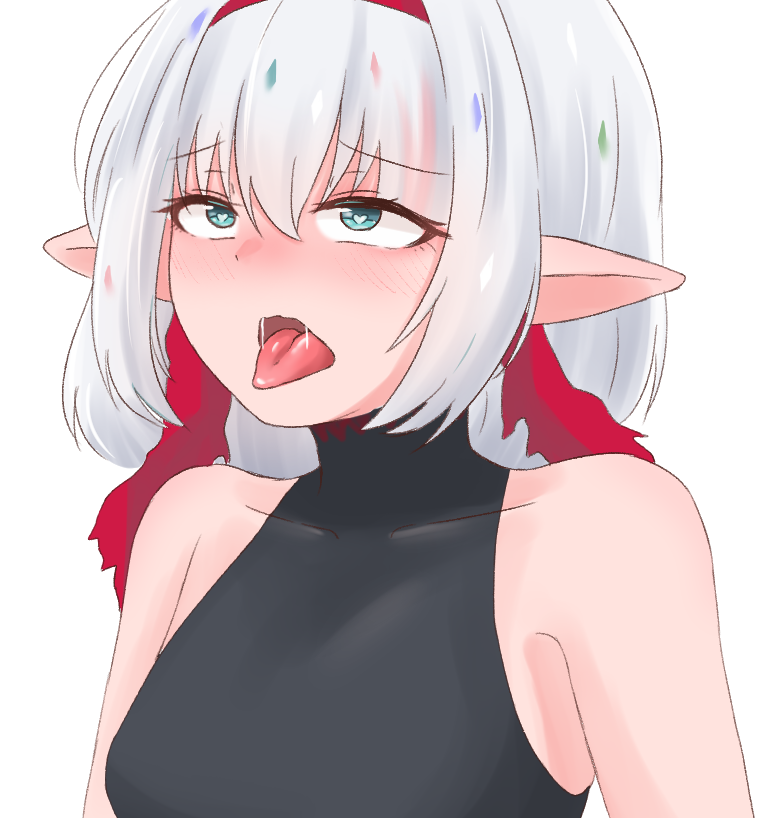
آهگاو شخصیتی انیمه و مانگا برای نشان دادن اوج لذت جنسی در زنان که برای بیان چهره اغراق آمیز شخصیت ها (معمولاً زنها) در حین رابطه جنسی است.

در مرحله اول اوج لذت جنسی زن یک احساس تعلیق یا توقف شروع خواهد شد. فقط یک لحظه طول می‌کشد. این احساس با ضربه‌ای از آگاهی شدید حسی و مجزا همراه است ولی بعداً از کلیتوریس به طرف بالا یعنی به داخل لگن حرکت می‌کند. حوزه درجه شدت از یک حالت ملایم به حالت شوک می‌رسد، این موضوع توسط بعضی زنان گزارش شده‌است. از دست رفتن تیز حسی (به انگلیسی: sensory acuity) کلی به نسبت درجه شدت و دوام این صحنه ضمنی ارگاسمی صورت می‌گیرد. از دست رفتن تیز حسی مکرراً در ادبیات مورد مناظره قرار گرفته‌است. طی اولین وهله از پیشروی ذهنی در ارگاسم احساس آگاهی شدید لگنی کلیتورال توسط تعدادی زنان اعلام شده‌است. این زنان خاطر نشان می‌کنند که این آگاهی همراه با یک احساس شکست یا اخراج می‌باشد. غالباً به وجود یک احساس گشاد شدگی پذیرشی اشاره شده‌است. این زنان می‌گویند که مقداری مایع واقعی به‌طور واضح از آن‌ها خارج می‌گردد.

### مرحله دوم فرایند ارگاسم
مرحله دوم از پیشروی حالت ارگاسمی، تشکیل شده از احساس انتشار گرما. انتشار گرما نخست در ناحیه لگن ایجاد شده و سپس در کل بدن پیشروی می‌کند. این احساس تقریباً تمام زنانی که به ارگاسم می‌رسند گزارش شده‌است.

### مرحله سوم فرایند ارگاسم
بالاخره در سومین مرحله پیشروی ذهنی در حالت ارگاسمی، انقباضاتی غیرارادی با کانون ویژه در مهبل و لگن زیری، احساس می‌شود. غالباً این احساس به عنوان نبض یا تپش لگنی توصیف شده‌است.

## تنش در ارگاسم
مهمترین قدم برای داشتن ارگاسم افزایش میزان دو فاکتور تنش و آرامش به صورت متعادل در هنگام برقراری رابطه جنسی می‌باشد. نوع تنشی که به زنان کمک می‌کند تا به ارگاسم برسند تنش عضلانی است. برخی از زنان به اشتباه فکر می‌کنند که چون آرامش در هنگام رابطه جنسی مهم است پس باید فقط در آرامش دراز بکشند و هیچ واکنشی از خودشان نشان ندهند. اما آنچه که به اثبات رسیده‌است این است که داشتن تنش عضلانی اغلب برای به ارگاسم رسیدن امری الزامی است. بهتر است زنان یاد بگیرند که برای به ارگاسم رسیدن به مقدار متوسط و متعادلی از تنش عضلانی در ساق پا، پا، شکم و باسن نیاز دارند. بسیاری از زنان گزارش می‌دهند که برای به ارگاسم رسیدن، بیشترین عضلاتی که تحت تنش قرار می‌گیرند عضلات قسمت پایین لگن می‌باشند. در واقع این عضلات همان‌هایی هستند که برای کنترل جریان ادرار یا قطع کردن جریان ادرار در وسط ادرار کردن مورد استفاده قرار می‌گیرند (انقباض آگاهانه این دسته از عضلات را ورزش کگل می‌نامند)
کلیتوریس در زنان به تحریک‌پذیری حشفه (سر آلت) در مردان است، در بعضی از زنان پس از ارضا شدن کلیتوریس بسیار حساس می‌شود و لمس آن برای فرد رنج‌آور خواهد بود رسیدن به این حالت می‌تواند نشانه خوبی برای ارضا کامل باشد.

## انزال
امکان انزال در مردان و زنان وجود دارد، در حالی که وجود انزال زنان مورد اختلاف بوده و کمتر صورت می‌گیرد.
انزال علاوه بر آمیزش جنسی یا خودارضایی می‌تواند به‌هنگام خواب، معمولاً در اثر دیدن خواب‌های تحریک‌برانگیز و سکسی نیز صورت بگیرد که به آن گسیل شبانه (رویای خیس) گویند. انزال در مردان با خروج منی صورت می‌گیرد.
این مایع غلیظ که از آب، پروتئین و درصد ناچیزی نمک، آلکالین (ماده‌ای تلخ مزه با اثر آرامبخش که در برخی گیاهان دارویی وجود دارد)، فروکتوز (نوعی قند که در برخی میوهها وجود دارد) و برخی املاح مانند روی تشکیل شده به میزان ۲ تا ۵ میلی‌لیتر از طریق آلت تناسلی از بدن مرد خارج می‌شود.
در مردها بعد از انزال بدن سست شده و احساسی دست می‌دهد که معمولاً چشمانشان را می‌بندند و بلافاصله بعد از انزال عمل ادرار کردن به خوبی صورت نمی‌گیرد، زیرا دریچه پروستات به شکل خودکار کمی باز و بسته می‌شود.

## واژه‌نامه
1. ↑  Refractory period
2. ↑  Neurohormone
3. ↑  Clinical Psychology Review
4. ↑  vasocongestion
5. ↑  Sexuality after spinal cord injury